# 朱荣 (1918年)
朱荣（1918年—1990年2月8日），男，广东增城人，中华人民共和国政治人物，曾任农业部、农林部副部长、农业部和农牧渔业部常务副部长、党组副书记。